# Bolbometopon muricatum
Bolbometopon muricatum – gatunek morskiej ryby z rodziny skarusowatych (papugoryby), jedyny przedstawiciel rodzaju Bolbometopon Smith, 1956. Poławiana gospodarczo. Prezentowana w dużych akwariach.

## Nazwysynonimiczne
- Scarus muricatus Valenciennes, 1840
- Callyodon shimoniensis Smith, 1953

## Zasięg występowania
Morze Czerwone i Ocean Indyjski od wybrzeży Afryki do Wielkiej Rafy Koralowej i Nowej Kaledonii, na głębokościach od 1–30 m p.p.m.

## Opis
Osiąga do 1,3 m długości i 46 kg wagi. Samce mają na czole dużą narośl. Żywi się glonami i koralowcami.